# Маргарита Баденська
Принцеса Маргарита Баденська (Маргарете Аліція Тіра Вікторія Марі Луїза Шолестіка) (14 липня 1932 — 15 січня 2013) — дочка Бертольда маркграфа Баденського і принцеси Греції і Данії Теодори.

## Життєпис
Принцеса Маргарита народилася в замку Залем, Баден-Вюртемберг у Німеччині 14 липня 1932 року і провела там своє дитинство. Її дід, - Максиміліан Баденський, був канцлером Німеччини при імператорі Вільгельмі II, а в 1920 році, після своєї відставки, спільно з Куртом Ханом заснував у замку Залем приватну школу.
У 1948 році принцеса Маргарита переїжджає в Лондон і проходить підготовку в якості медсестри в лікарні Св. Томаса. У 1953 році вона відвідує коронацію королеви Єлизавети II. У Лондоні знайомиться з принцом Томіславом, членом югославської королівської родини в екзилі.
5 червня 1957 принцеса Маргарита одружился з принцем Югославії Томіславом, молодшим братом короля Югославії Петра II. Цивільна шлюбна церемонія відбулася в Залемі 5 червня 1957. 6 червня відбулася церковна шлюбна церемонія за лютеранським і сербським православними обрядами. Свідками на весілля були принц Філіп, Герцог Единбурзький (дядько по материнській лінії) і король Болгарії Симеон II. Від цього шлюбу Маргарита народила:
- Принца Ніколаса (15 березня 1958, Лондон)
- Принцесу Катаріну (28 листопада 1959, Лондон)

Пара оселилася в Сполученому Королівстві, володіла фруктовою фермою під Біллінгсхурстом в Сассексі. Та незважаючи на всі докладені зусилля, не мала фінансового успіху. У 1981 пара розлучилася. Принцеса Маргарита більше не вступала в шлюб.
Маргарита опікувалася сербськими благодійними установами і була очільницею Жіночого монастиря Марфи і Марії в Москві.
З віком у принцеси Маргарити погіршилось здоров'я, вона була прикута до інвалідного візка. Востаннє принцеса з'являлася на публіці у квітні 2011 на весіллі герцога Кембриджського. Через два місяці була присутня на службі з нагоди 90-річного ювілею Герцога Единбургського, яка правилася в каплиці Святого Георга у Віндзорі.
Після тривалої хвороби принцеса Маргарита померла в Фарнемі, Суррей, 15 січня 2013. Її похорон пройшов в православній церкві Святого Сави Сербського в Ноттінг-Хіллі 24 січня 2013 року.
Принцеса Маргарита похована на сімейному кладовищі в Штефансфельде під Баденом, Німеччина, 28 січня 2013.